# Carmen Cruz
Carmen Rosa Cruz (Guayaquil, 14 dicembre 1943) è un'ex cestista ecuadoriana.

## Carriera
Con l'Ecuador ha disputato i Campionati del mondo del 1971.